# Віталій (Введенський)
Архієпископ Віталій (в миру: Володимир Федорович Введенський; 8 липня 1870, село Пєсковате, Тульська губернія — 25 березня 1950, Москва) — єпископ Російської Православної Церкви; з 1944 року архієпископ Тульський і Бельовський, з 1946 року архієпископ Дмитровський, вікарій Московської єпархії; голова Місіонерської Ради при Священному синоді.

## Біографія
У 1880—1890 роках навчався в Тульському духовному училищі, потім у Тульській духовній семінарії, яку закінчив за першим розрядом.
8 вересня 1891 року висвячений у священнослужителя. 
З 1 лютого 1900 по 1 серпня 1902 року був інспектором Бельовського єпархіального жіночого училища.
В 1917 році обраний делегатом від духовенства Тульської єпархії на Помісний Собор Російської Православної Церкви 1917—1918.
27 травня 1918 року увійшов до складу Тульської єпархіальної ради, та в тому ж році став його головою.
15 вересня 1919 року прийняв чернецтво. Зведений у сан архімандрита.

### Архієрейство
15 серпня 1920 року хіротонісаний в єпископа Єпіфанського, вікарія Тульської єпархії.
У червні 1922 року підтримав рух обновленства і до 2 березня 1944 року був одним з його лідерів. З 1922 по 1930 рік займав
Тульську кафедру. До Великодня 1925 року «в нагороду його видатних виняткових заслуг на благо Православної Церкви» возведений у сан митрополита.
З 10 травня 1930 року, після смерті митрополита Веніаміна (Муратовського), став головою Священного синоду (обновленського), з титулом митрополита Московського і Тульського. Як і його попередник, головою він був цілком номінальним; справжнім ідеологом розкольників був його однофамілець Олександр, що прикрасив себе титулом митрополита-благовісника.
З 5 травня 1933 року — першоієрарх [обновленський] православних церков у СРСР. З 29 квітня 1935 року, після «саморозпуску» Синоду, отримав титул «Першоієрарха Московського і всіх православних церков у СРСР». 10 жовтня 1941 року пішов у безстрокову відпустку, передавши титул Першоієрарха своєму заступнику, митрополиту Олександру Введенському. У тому ж місяці разом з останнім евакуйований до Ульяновська, де перебував до осені 1943 року.
2 березня 1944 року в залі засідань Священного синоду приніс покаяння Патріарху Сергію. Після цього був прийнятий в сан єпископа, який мав до відходу в обновленство, із залишенням на покої з посадою почесного настоятеля храму Воскресіння Христового в Сокольниках.
5 травня 1944 року возведений у сан архієпископа.
З 13 липня 1944 року — архієпископ Тульський і Бельовський. Член Помісного Собору 1945 року.
19 липня 1946 року за власним проханням звільнений від управління Тульської кафедрою і призначений головою Місіонерської ради при Священному синоді з призначенням архієпископа Дмитровського, вікарія Московської єпархії. 21 лютого 1949 року, за проханням, звільнений від посади голови місіонерського ради.
Під час війни єпископ Віталій писав патріотичні вірші, які друкувалися в «Журналі Московської Патріархії» (1944, № 5, № 6): «Станемо на захист Батьківщини», «Молитва в дні брані», «Біля труни Святішого Патріарха Сергія», «Молитва Богоматері в дні Великої Вітчизняної війни».
Похований на П'ятницькому кладовищі в Москві.

## Твори
- У гроба ученицы [Н. П. Новиковой]. — Белёв, 1912
- Прощальная речь воспитанницам белёвской женской гимназии, окончившим курс в 1912 г. — Белёв, 1912
- Испытания в жизни и отношение к ним по соч. о. Иоанна Кронштадтского «Моя жизнь во Христе». — Белёв, 1913
- Православные церк. братства (1864—1914). — СПб., 1914
- Станем на защиту Родины: [Стихи] // ЖМП. 1944. № 5. С. 27
- Молитва в дни брани: [Стихи] // Там же. С. 28
- У гроба Святейшего Патриарха Сергия: [Стихи] // Там же. № 6. С. 37-38
- Молитва Богоматери в дни Великой Отечественной войны: [Стихи] // Там же. № 10. С. 30